# اس‌اس بروسیا (۱۹۱۲)
اس‌اس بروسیا (۱۹۱۲) (به انگلیسی: SS Borussia (1912)) یک کشتی بود که طول آن ۲۱۹ فوت ۸ اینچ (۶۶٫۹۵ متر) بود. این کشتی در سال ۱۹۱۲ ساخته شد.